# II. Ince pápa
II. Ince (Róma, 1081. november 26. – Róma, 1143. szeptember 24.) uralkodói néven lépett fel Szent Péter trónjára a történelem 164. pápája. Ince szokatlanul hosszú pontifikátusának jelentős része telt az ellene fellépő II. Anaklét visszaszorításával. A wormsi konkordátum megszületése után pedig a császár mindenben támogatta az egyházfőt. Mégis a magukat császárpártinak valló római nemesek többször próbálták megtörni a pápák uralmát, hogy átvegyék Róma irányítását. Ince uralkodásának egyik legkiemelkedőbb eseménye a második lateráni zsinat összehívása volt. Határozott uralkodása és egész Európára kiterjedő látószöge miatt népszerű pápaként fejezte be pályafutását 1143-ban.

## Élete a pápai trón előtt
Gregorio Papareschi néven látta meg a napvilágot Rómában. Családi hátteréről nem sokat tudni, de bizonyos, hogy igen tehetős, nemesi családból származott. Az ősi Guidoni család sarja; apját János néven őrizték meg a krónikák. A római kortól nemes család szerzetesnek adta gyermekét, aki hamarosan elkötelezte magát a papi hivatásra.
Igen fiatalon a Lateráni bazilika kanonokja lett, majd a Szent Miklós és Primitivus kolostor apátja. II. Paszkál pápa a San Angelo templom címzetes bíborosává tette. Hamarosan a pápa egyik fontos tanácsadója lett, így Paszkál halála után követte II. Gelázt franciaországi száműzetésébe. A pápa kíséretében volt Pietro Pierleoni is, aki később legfőbb riválisává vált. 1119-ben II. Kallixtusz pápa Ostia bíborosával, Lamberttel, a későbbi II. Honoriusszal Németországba küldte, hogy tárgyaljanak V. Henrik német-római császárral az invesztitúráról. Ezek a tárgyalások vezettek végül a wormsi konkordátum megkötéséhez, amoben el nem hanyagolható szerepet játszott.
A konkordátum megkötése után egy évvel a pápa Franciaországba küldte.

## Egyházfőként az egyház élén

### Harc az ellenpápával
Gregorio Honorius pontifikátusa alatt végig Franciaországban védte a konkordátum vívmányait, és csak akkor tért vissza Rómába, amikor egykori tárgyalótársa halálos betegként feküdt ágyában. Végül 1130. február 13-án a pápa elhunyt. A bíborosok testülete nem sokat várakozott, már Honorius halálának másnapján február 14-én összeültek, és reggel Gregoriot választották meg egyházfőnek, még mielőtt a római nemesség nem kényszeríti őket fegyverrel a méltóság betöltésére. Gregorio nem tétovázott elfogadni a pápai trónt, és II. Ince néven a Santa Maria Nuova-templomban fejére helyezték a tiarát február 23-án.
Nem messze alig három órával később a bíborosok egy része szintén egyházfőt választott. A Frangipani család által ellenőrzött választáson Pietro Pierleoni léphetett Honoriusz örökébe. Pietrot is február 23-án koronázták meg II. Anaklét néven, de ő a Szent Péter-bazilikában kapta meg felszentelését. A kettős pápaválasztást most nem lehetett olyan egyszerűen elsimítani, mint Honorius idejében. A Frangipani család uralkodni akart a pápa, és így az egész város felett, ezért seregével Anacletus mellé állt.
Ince megválasztása után a Tevere túlpartján fekvő erődített családi birtokaira menekült. A nemesség ereje azonban nőttön nőtt, ezért hajóra szállt, és Pisa valamint Genova érintésével Franciaországba menekült. Itt korábbi éveinek köszönhetően szívesen fogadták, és VI. Lajos, francia király is igyekezett biztosítani Incét támogatásáról. Az Etampes városába összehívott zsinaton a francia püspökök őt ismerték el törvényes egyházfőnek. Grenoble-i Hugó révén a Puy-en-Velay-be összehívott zsinaton is megerősítették Ince méltóságát. Ezek után a pápa felkereste a clunyi apátságott, majd a befolyásos szerzetesek támogatásával 1130 novemberében a clermont-i zsinaton elítélte és ellenpápának nevezte II. Anaklétot.
Korábbi diplomáciai útjai azonban nemcsak Franciaországban vezettek sikerre, hanem a Német-római Birodalomban is. Magdeburgi Szent Norbert és Salzburgi Konrád hathatós közbenjárására összegyűlt egy birodalmi zsinat Würzburgban, ahol a klérus Ince mellé állt, és III. Lothár, német király hercegeivel együtt esküt tett Ince támogatására. 1131. március 22-én a pápa találkozott Lothárral Liège városában, ahol egy héttel később szövetségük megerősítéseként Ince királyi koronával újrakoronázta Lothárt és Richenza királynőt a Szent Lambert-templomban.
1131 húsvétját Párizsban ünnepelte, és erősítette szövetségesi kapcsolatait. Október 18-án hívta össze Reimsba a nagyzsinatot, amelyen a francia klérus és nemesség előtt megkoronázta VII. Lajost az ország örökösévé. A zsinaton jelen voltak Anglia, Kasztília és Aragónia magas rangú követei és egyházi vezetői, akikkel Ince tárgyalt, és elérte ezen országok támogatását is. I. Henrik, angol király levélben fejezte ki támogatását Incének. 1132-ben Piacenza városában tartott zsinatot, amelyen Lothárral megegyeztek abban, hogy a császár sereget biztosít a pápának ahhoz, hogy Rómát ismét megszerezze. Lothárt két cél vezette. Ezek közül csak a kisebb volt az, hogy az örök várost valóban Ince uralma alá helyezze. Leginkább császárrá koronázása miatt akarta elfoglalni a várost.
1132-ben Lothár seregével Róma ellen vonult, és ugyan nem sikerült elfoglalnia az egész várost, 1133. június 4-én a lateráni Szent János-templomban Ince császárrá koronázta. A császár sokáig Rómában maradt, és 1134-ben sikerült elérnie, hogy Ince Svédországot, Norvégiát, Dániát és Grönland szigetét újra a hamburgi érsek alá rendelje. Miután a császár elhagyta a várost, a pápa is elmenekült Pisába, ugyanis Anaklét támogatói még mindig túl erősek voltak. 1135-ben Pisában tartott egy zsinatot, amelyen minden szövetséges államból érkeztek, köztük magyar főpapok is. A zsinaton nemzetközi hadsereg felállítását határozták el, amelynek élére III. Lothár állt. A császári és a pápai seregek 1137. május 30-án találkoztak Bari városánál, és Róma ellen indultak. A harcok elhúzódtak, és Anacletus még mindig uralma alatt tartotta a város egy részét, amikor 1138. január 25-én meghalt. A lázadó klérus ugyan helyére megválasztotta IV. Viktort, aki a helyzet kilátástalansága miatt lemondott címéről. Így 1138-ban végre egyedül Ince töltötte be az egyházfői méltóságot.

### A második lateráni zsinat
Az utóbbi idők egyik legveszélyesebb egyházi megosztottsága a reformok stabilitását és Ince hatalmának egyetemes elfogadását is fenyegette, ezért II. Anaklét halála után a pápa összehívta a Lateránba a tizedik egyetemes zsinatot. 1139. április 4-én vette kezdetét a zsinat, amelyen a keresztény Európa minden tájáról csaknem ezer főpap vett részt. Az egyházi gyűlés Ince legitim uralkodásának elismerése köré épült. Az egyházfő igyekezett elsimítani azokat a sebeket, amelyeket a II. Anaklét jelentette egyházi szakadás hozott felszínre. 

A zsinat Ince levelével vette kezdetét, amelyben magát törvényes egyházfőnek kiáltotta ki, és visszavonta az összes egyházi beiktatást, amelyet Anacletus hagyott jóvá. Továbbá az ellenpápa minden intézkedését és döntését elítélte és semmisnek nyilvánította. Ezen kívül Ince több kánoni törvényt is hozott a papi fegyelem kérdésében. Megerősítette a szimónia és a laikus invesztitúra tilalmát, a cölibátus és a papi öltözködés egységét is hirdette. A zsinaton egyházi átokkal sújtották II. Rogert, Szicília királyát, mivel Anacletus mellett sikerült elfoglalnia Dél-Itália jelentős részét, és magát királynak nevezte ki. A pápa ezen felül két eretneknek ítélt tan vezetőjét is egyházi átokkal sújtotta.

### Felfordulás szicíliai módra
Szicília grófjaival már korábban is meggyűlt a pápaság baja. Az ellentétek Itália déli részén akkor kezdődtek, amikor II. Vilmos, Apulia hercege utód nélkül halt meg 1127-ben. A herceg tekintélyes méretű birtokait a pápának adományozta. A normann hercegek azonban ebbe nem akartak belenyugodni. Különösen így volt ez II. Rogerrel, Szicília grófjával, aki családi kapcsolataira hivatkozva meg akarta szerezni Vilmos birtokait. Emellett Roger eltökélt célja volt egy uralkodó alatt egyesíteni Dél-Itália hercegségeit. Apuliára és a harminc évvel azelőtt hozzácsatolt Capuára Roger kiterjesztette hatalmát annak ellenére, hogy azt II. Honoriusz pápa sem támogatta. Az egyházfő keresztes háborút hirdetett a gróf ellen, amely sok vért követelt, de gyakorlatilag nem járt eredménnyel. Honoriusznak el kellett ismernie Rogert Apulia és Calabria hercegének. Azonban a környező nagy hercegségek, Nápoly, Bari vagy Salerno nem ismerték el a békét.
Roger egy egységes királyságról álmodott, amelynek megalapítására hamarosan alkalom is nyílt. 1130-ban Honorius meghalt és a kettős pápaválasztás miatt a pápai hatalom támogatókat keresett délen. Ince Franciaországba menekült, Roger pedig II. Anaklétot ismerte el pápának, aki cserébe királlyá koronázta. Szicília első koronás fője gyorsan elfoglalta Dél-Itália jelentős részét, ami kiváltotta Ince haragját. A pápa közbenjárására I. Henrik, angol király, VI. Lajos, francia király és III. Lothár császár seregeket küldött Roger és Anacletus ellen, de az Lothár koronázása után visszavonult az Alpok mögé.
1134-ben Lothár Pisa, Genova és Bizánc szövetségét megnyerve újabb hadjáratba fogott, amelynek súlyos kudarc lett a vége. Roger még Nápoly városát is elfoglalta, bár megtartani nem tudta. A német-római császár és Európa több uralkodója is megijedt Roger hatalmától, és azonnal újabb hadjáratot szerveztek, hogy meggátolják az erős Normann Királyság létrejöttét. 1136-ban a német és szövetséges seregek lassan kiszorították Rogert a félszigetről, akinek azonban időközben megnőtt a támogatottsága a helyiek között. A háborúban sok normann herceg életét vesztette, és 1138-ban Anaklét is meghalt. A zavaros helyzetben többször sikerült Rogernek felülkerekednie, ugyanis az uralkodó nélkül maradt városokban egyszerű volt átvennie a hatalmat. Azonban az ellenpápa halála arra ösztökélte Rogert, hogy megállapodást keressen Incével, és így biztosítani tudja megszerzett birtokait.
Ince hallani sem akart a pápai megerősítésről, és hatalmas sereget gyűjtve ellene vonult. 1139. július 22-én Galluccio városa mellett a pápai sereg óriási vereséget szenvedett. Ince Roger fogságába esett, aki három nappal később rávette a Mignanoi béke megkötésére. Ebben a pápa elismeri Roger királyi méltóságát és megerősíti apuliai illetve capuai címeit. Ezek mellett szentesítette családja öröklődését Apulia és Capua hercegi trónjain.
Miután Ince hazatért Rómába, azonnal egyházi átokkal sújtotta a szicíliai királyt, és 1143-ban visszavonta a mignanoi békét. Erre válaszképpen Roger seregei a pápai hatalom alatt álló Benevento felé vették útjukat, ezért a pápa kénytelen volt újra megerősíteni a békét.

### Ince nemzetközi politikája
Már pápasága előtt is az egyház egyik legtehetségesebb diplomatája volt, és még mielőtt a tiara a fejére került volna, sikerült jó kapcsolatokat teremtenie Európa legtöbb királyi udvarával. Fogadta Szent Malacheust, Armagh érsekét, akit Írország pápai legátusának nevezett ki. Élénk levelezést tartott fenn Vilmos, jeruzsálemi és Raoul, antiochiai pátriárkákkal, amelyből kitűnik, hogy Ince nem támogatta a közel-keleti apostoli székek függetlenedését.
Legnagyobb súlyú diplomáciai lépései Franciaországgal kapcsolatban maradtak fenn. 1141-ben Alberic, Burges érsekének halála után az I. lateráni egyetemes zsinat alapján az invesztitúrát az uralkodó csak azután gyakorolhatta, hogy az egyházmegye klérusa megválasztotta az arra alkalmasnak tartott személyt. VII. Lajos azonban egyik ismerősét akarta beiktatni a főpapi méltóságba, és ezért nem ismerte el a papság által választott Pierre de La Châtre személyét. Pierre a sérelmét személyesen vitte Rómába Ince elé, aki tüzetesen kivizsgáltatta a választás törvényességét. Miután meggyőződött arról, hogy Lajos valóban vétett az egyházi törvények ellen, maga iktatta be Pierre-t az érseki méltóságba. Ezek után Pierre visszatért Franciaországba, de Lajos nem akarta beengedni őt egyházmegyéjébe. Ince azonnal tárgyalásokat kezdett az uralkodóval, de annak kilátástalansága miatt egyházi büntetéssel, interdiktummal sújtotta Lajos országát. Ezt az ellentétet Ince pontifikátusa alatt nem sikerült megoldani.
Többször is latba vetette kapcsolatait az Ibériai-félszigeten. 1134-ben Aragónia trónjára II. Ramiro léphetett fel, aki korábban szerzetesi esküt tett. A korona törvényességét Ince garantálta, aki felmentette Ramirot az esküje alól. Az egyházfő közvetített a félsziget két nagyerejű uralkodójának vitájában is. VII. Alfonz, Kasztília királya ugyanis nem akarta elismerni I. Alfonz, Portugália grófjának függetlenedését.
Ezek mellett Ince több kisebb zsinatot is összehívott, és a krónikák alapján pontifikátusa alatt hetven püspököt szentelt fel.

### Életének utolsó fejezete
Életének utolsó egy évét is munkával töltötte, bár visszavonultan a Laterán falain belül tűrte betegségét. Rómából már nem mozdult ki, és így 1143. szeptember 24-én itt halt meg. Testét a lateráni Szent János-templomban temették el, de hét évvel később a Trasteverében álló Santa Maria-templomba vitték át. Halálának idejében egész Itáliában igen nagy népszerűségnek örvendett, és sok helyen halála után is fenn maradt ez a tisztelet. Sírkövére is felkerült pontifikátusának egyik jelszava: Adiuva nos, Deus salutaris noster. Azaz "Segíts meg minket, Urunk védelmezőnk".

## Művei
- Documenta Catholica Omnia (latin nyelven). (Hozzáférés: 2011. december 6.)

| Előző pápa: II. Honoriusz | Római pápa 1130 – 1143 | Következő pápa: II. Celesztin |